# Takao Nishiyama
Takao Nishiyama (Japó, 7 de gener de 1942), és un exfutbolista japonès.

## Selecció japonesa
Takao Nishiyama va disputar 1 partits amb la selecció japonesa.